# EXILE BALLAD BEST
EXILE BALLAD BEST（放浪抒情精選）是EXILE第4張精選專輯，於2008年12月3日發售。

## 解說
- 宣傳標語為「想與妳一起聆聽的專輯... 想見你的這份心情...」
- 將2008年命名為「EXILE PERFECT YEAR 2008」中精選輯三連發中最後一作，以「CD+DVD」跟「CD ONLY」形式發售。
- DVD收錄了「Ti Amo Chapter.1」與其續編「Ti Amo Chapter.2」。「Ti Amo Chapter.2」跟「只是…想見你」的PV都由EXILE親自出演。
- 新曲「給自己」的PV中使用了演唱會「EXILE SHOWCASE Live」中的影像。
- 「Love, Dream & Happiness」的PV以「笑顏」作主題，使用了EXILE與共同參加錄音的COLOR跟J Soul Brothers的幕後影像。
- 為記念本作的發行，在12月2-7日於東京中城開設了期間限定的商店「"EXILE SHOP" with TSUTAYA MUSIC STORE」。凡於店內購買本作的人都能獲得免費特別卡片。
- 兩版本的初回盤皆為特殊包裝，而且附送特典限定海報。
- 初動銷量為2008年發售專輯中最高的94萬張並獲得銷量榜首位，精選輯三連發中所有作品皆獲得冠軍位置。一年內3張專輯皆獲得首位為自ZARD以來9年再次達成紀錄，男性歌手則是自BOØWY以來相隔20年[1]。
- 2008年年間銷量只計算了1週便獲得年間第6名，2009年年間位置則是第5名。同一作品連續2年進入年榜首十是自可苦可樂的「ALL SINGLES BEST」後再次。
- 發售2週後銷量突破百萬，2009年4月達成二百萬張出貨量，為EXILE現時所有作品中最暢銷的。
- 2009年3月，發行了收錄本作「EXILE BALLAD BEST」、「EXILE CATCHY BEST」與「EXILE ENTERTAINMENT BEST」的Boxset「EXILE PERFECT YEAR 2008 ULTIMATE BEST BOX」。

## 收錄曲目

### DISC1: CD
※…第一章的歌曲
1. Ti Amo
  - 作詞：松尾潔 / 作曲：中村仁 & 松尾潔 / 編曲：中村仁
2. Lovers Again
  - 作詞：松尾潔 / 作曲・編曲：中村仁
3. Your eyes only ～我曖昧的輪廓～（Your eyes only 〜曖昧なぼくの輪郭〜） ※
  - 作詞:Kenn Kato / 作曲:Face 2 fAKE / 編曲：中野雄太
4. song for you※
  - 作詞:Kenn Kato / 作曲:Face 2 fAKE / 編曲：浅田将明 / ストリングスアレンジ：弦一徹
5. We Will 〜在那裡〜（We Will 〜あの場所で〜）-Orchestra Version-※
  - 作詞:SHUN / 作曲・編曲:中野雄太
6. 命中註定 （運命のヒト）-Orchestra Version-※
  - 作詞：ATSUSHI / 作曲：山口寛雄 / 編曲：中野雄太
7. HOLY NIGHT -A Cappella Version-　
  - 作詞：ATSUSHI / 作曲：宮地大輔 / 編曲：大野裕一
8. LAST CHRISTMAS
  - 作詞・作曲:George Michael / 日本語歌詞：松尾潔 / 編曲：華原大輔
9. 只是…想見你（ただ…逢いたくて）※
  - 作詞：SHUN / 作曲・編曲：春川仁志 / ストリングスアレンジ：門脇大輔&春川仁志
10. 給自己（僕へ）
  - 作詞：ATSUSHI / 作曲・編曲：春川仁志 / ストリングスアレンジ：門脇大輔&春川仁志
11. 不變的心意 （変わらないモノ）
  - 作詞：ATSUSHI / 作曲：宅見将典 / 編曲：中野雄太
12. 道
  - 作詞：樫田正剛 / 作曲：miwa furuse / 編曲：華原大輔 / ストリングスアレンジ：前嶋康明
13. One love -Piano Version-
  - 作詞：Kenn Kato / 作曲：ATSUSHI / 編曲：山田秀俊
14. Love, Dream & Happiness※
  - 作詞：ATSUSHI&EXILES / 作曲：ATSUSHI&NOBU-K / 編曲：中野雄太

### DISC2: DVD
- Video Clip
  - Ti Amo Chapter.1
  - Ti Amo Chapter.2
  - 只是…想見你
  - Your eyes only ～我曖昧的輪廓～
  - Lovers Again
  - 道
  - 給自己
  - Love, Dream & Happiness

- Making映像
  - Ti Amo
  - 只是…想見你
  - Lovers Again
  - 道

## 備註
1. ↑  .   [2012-01-23]. （原始内容存档于2012-10-14）.